# Réaction de Passerini
 (février 2022).
La mise en forme du texte ne suit pas les recommandations de Wikipédia : il faut le « wikifier ».
Les points d'amélioration suivants sont les cas les plus fréquents. Le détail des points à revoir est peut-être précisé sur la page de discussion.
- Les titres sont pré-formatés par le logiciel. Ils ne sont ni en capitales, ni en gras.
- Le texte ne doit pas être écrit en capitales (les noms de famille non plus), ni en gras, ni en italique, ni en « petit »…
- Le gras n'est utilisé que pour surligner le titre de l'article dans l'introduction, une seule fois.
- L'italique est rarement utilisé : mots en langue étrangère, titres d'œuvres, noms de bateaux, etc.
- Les citations ne sont pas en italique mais en corps de texte normal. Elles sont entourées par des guillemets français : « et ».
- Les listes à puces sont à éviter, des paragraphes rédigés étant largement préférés. Les tableaux sont à réserver à la présentation de données structurées (résultats, etc.).
- Les appels de note de bas de page (petits chiffres en exposant, introduits par l'outil «  Source ») sont à placer entre la fin de phrase et le point final[comme ça].
- Les liens internes (vers d'autres articles de Wikipédia) sont à choisir avec parcimonie. Créez des liens vers des articles approfondissant le sujet. Les termes génériques sans rapport avec le sujet sont à éviter, ainsi que les répétitions de liens vers un même terme.
- Les liens externes sont à placer uniquement dans une section « Liens externes », à la fin de l'article. Ces liens sont à choisir avec parcimonie suivant les règles définies. Si un lien sert de source à l'article, son insertion dans le texte est à faire par les notes de bas de page.
- La présentation des références doit suivre les conventions bibliographiques. Il est recommandé d'utiliser les modèles {{Ouvrage}}, {{Chapitre}}, {{Article}}, {{Lien web}} et/ou {{Bibliographie}}. Le mode d'édition visuel peut mettre en forme automatiquement les références.
- Insérer une infobox (cadre d'informations à droite) n'est pas obligatoire pour parachever la mise en page.

Pour une aide détaillée, merci de consulter Aide:Wikification.
Si vous pensez que ces points ont été résolus, vous pouvez retirer ce bandeau et améliorer la mise en forme d'un autre article.
| Réaction de Passerini |                                                   |
| --------------------- | ------------------------------------------------- |
| Nommée après          | Mario Passerini                                   |
| Type de réaction      | réaction de formation de liaisons carbone-carbone |

La réaction de Passerini est une réaction chimique impliquant un iso cyanure, un aldéhyde (ou cétone ) et un acide carboxylique pour former un α- acyloxy amide,,.
Cette réaction organique a été découverte par Mario Passerini en 1921 à Florence, en Italie. Il s'agit de la toute première réaction multi composants à base d'iso cyanure développée et joue actuellement un rôle central dans la chimie combinatoire.
Récemment, Danemark et al. ont développé un catalyseur énantiosélectif pour les réactions de Passerini asymétriques.

## Mécanisme de réaction
Deux voies de synthèse ont été émises.

### Mécanisme ionique
Dans les solvants polaires tels que le méthanol ou l'eau, la réaction commence par protonation du carbonyle suivie d'une addition nucléophile de l'iso cyanure pour donner l'ion nitrilium 3 . L'addition d'un carboxylate donne l'intermédiaire 4 . Le transfert de groupe acyle et la tautomérisation de l'amide donnent l'ester désiré 5[réf. nécessaire] .

### Mécanisme concerté
Dans des solvants non polaires et à forte concentration, un mécanisme concerté est probable :
Ce mécanisme implique une réaction tri moléculaire entre l'iso cyanure (R–NC), l'acide carboxylique et le carbonyle dans une séquence d'additions nucléophiles. L'état de transition TS # est décrit comme un cycle à 5 chaînons avec une covalence partielle ou une double liaison. La deuxième étape de la réaction de Passerini est un transfert d'acyle vers le groupe hydroxyle voisin. Il existe un support pour ce mécanisme de réaction : la réaction se déroule dans des solvants relativement non polaires (conformément à l'état de transition) et la cinétique de la réaction dépend des trois réactifs . Cette réaction est un bon exemple de synthèse convergente.

## Portée
La réaction de Passerini est utilisée dans de nombreuses réactions à plusieurs composants. Par exemple un précédé d'une réaction de Horner-Wadsworth-Emmons et formant un depsipeptide :
Les réactions à plusieurs composants de Passerini ont trouvé une utilisation dans la préparation de polymères à partir de matériaux renouvelables.